# Zombie (film)
Pour les articles homonymes, voir Zombie (homonymie) et Dawn of the Dead.
Série Saga des zombies
La Nuit des morts-vivants
(1968) Le Jour des morts-vivants
(1985)
Série Saga dérivée italienne
L'Enfer des zombies
(1979)
Pour plus de détails, voir Fiche technique et Distribution.
Zombie ou Zombie, le crépuscule des morts vivants (Dawn of the Dead) est un film américano-italien gore réalisé par George Andrew Romero, sorti en 1978. C'est le deuxième film de la saga des zombies de ce réalisateur, après La Nuit des morts-vivants, dont il n'est pas à proprement parler une suite directe, mais dont il reprend et prolonge le principe de départ. Il sera lui-même suivi par Le Jour des morts-vivants, toujours réalisé par Romero. Il est également le premier opus d'une saga dérivée, continué par L'Enfer des zombies de Lucio Fulci.
Le monde est bouleversé par la prolifération des morts-vivants, que rien ne semble pouvoir endiguer. Alors que le chaos règne partout, un groupe de quatre personnes se réfugie dans un centre commercial qu'il barricade afin de se protéger des zombies et bénéficier des ressources du centre.
Zombie est d'abord connu en tant que sommet du gore : les cervelles explosent, le sang gicle, les entrailles se déversent. Cela a valu au film, censuré plusieurs années en France, d'être admiré autant que dénigré. Mais Zombie est aussi un pamphlet politique, et notamment une charge contre la société de consommation, représentée par le centre commercial dans lequel les héros, comme les zombies, singent leur vie passée.

## Résumé
Dans le monde entier, les morts sont revenus à la vie et attaquent les vivants. Une fois mordus, ceux-ci se transforment à leur tour en zombies. Les autorités tentent d'endiguer l'épidémie. Le seul moyen d'éliminer un zombie est de lui tirer une balle dans la tête.
Fran se réveille après une courte pause dans le studio de télévision où elle travaille. Le chaos y règne. Les équipes envoyées pour réparer les stations relais disparaissent les unes après les autres, ce qui provoque la colère de l'équipe contre la direction. De plus, le personnel chahute l'invité, un officiel qui annonce des mesures radicales et autoritaires pour lutter contre les morts-vivants. Steve, pilote de l'hélicoptère du studio et petit ami de Fran, propose à cette dernière de s'enfuir en volant l'appareil.
Au même moment, une unité du SWAT investit un immeuble occupé essentiellement par des Afro-Américains et des Portoricains précaires, qui refusent, comme l'exige la loi, de détruire les corps de leurs proches. L'intervention tourne mal : des policiers et des civils sont tués, notamment parce qu'un des membres des forces de l'ordre, ouvertement raciste, ne se contrôle plus et se fait abattre par Peter. Après avoir éliminé les zombies qui étaient parqués dans la cave, Peter fait la connaissance d'un de ses collègues, Roger. Celui-ci, ami de Steve qui doit s'enfuir avec lui, propose à Peter de les rejoindre. Le groupe des quatre fugitifs quitte donc la ville pour trouver un refuge.
Après avoir assisté du ciel à des scènes de massacre par la Garde nationale, et échappé de peu à des zombies en faisant le plein de carburant, le groupe se pose sur le toit d'un centre commercial. Leur objectif est au départ de se ravitailler, ce qu'ils arrivent à faire, même s'ils ont dû laisser Fran seule, sans armes, et qu'elle a failli se faire tuer par un zombie. C'est la raison pour laquelle elle est réticente quand ses compagnons lui proposent de s'installer dans le mall. Elle se laisse finalement convaincre.
L'installation et la cohabitation ne se font pas sans mal. Fran doit s'imposer auprès des hommes, qui prennent des décisions sans elle, notamment après qu'ils ont découvert qu'elle est enceinte. Il faut éliminer les zombies qui errent par automatisme, souvenir inconscient de leurs anciennes habitudes, dans le centre commercial. Il faut ensuite bloquer les portes, au moyen de camions citernes. Au cours de cette opération, Roger, à qui la chasse aux zombies fait perdre toute prudence, se fait mordre.
Le petit groupe profite, pendant quelque temps, du centre commercial. Fran semble peu satisfaite de cette vie dévolue à la seule consommation. Elle apprend à piloter l'hélicoptère. Peu après, Peter doit abattre Roger, qui s'est transformé en zombie. Les trois survivants continuent leur semblant de vie, jusqu'à ce qu'une troupe de bikers pénètrent dans le mall pour le piller, ouvrant les issues aux morts-vivants. Steve ne supporte pas cette invasion dans ce qu'il considère être sa propriété, chèrement acquise. Il tire sur les bikers. La fusillade qui s'ensuit signera la fin de certains d'entre eux, dévorés par les zombies, mais aussi celle de Steve, qui se transforme en zombie.
Fran décide de s'enfuir en hélicoptère. Peter décide d'attendre les zombies et de se tirer une balle dans la tête, mais se ravise et rejoint la jeune femme. Dans la dernière scène, Fran constate qu'il lui reste peu de carburant.

## Fiche technique
- Titre français : Zombie : Le Crépuscule des morts vivants (montage européen) ou L'aube des Morts (montage américain)
- Titre original américain : Zombie (montage européen) ou Dawn of the Dead (montage américain)
- Titre italien : Zombi
- Réalisation : George A. Romero
- Scénario : George A. Romero
- Musique : Goblin, Claudio Simonelli pour la version européenne et quelques thèmes de la version américaine, Dario Argento
- Photographie : Michael Gornick
- Montage : George A. Romero
- Effets spéciaux de maquillage : Tom Savini
- Costumes : Josie Caruso
- Production : Claudio Argento, Richard P. Rubinstein et Alfredo Cuomo, Dario Argento (montage européen)
- Société de production : Laurel Group
- Pays de production :  États-Unis •  Italie
- Langue originale : anglais
- Budget : 650 000 $
- Format : Couleurs - 1,37:1 - Mono - 35 mm
- Genres : Horreur et science-fiction
- Durée :
  - Montage européen : 117 minutes (supervisé par Dario Argento)
  - Montage américain : 139 minutes (director's cut)
- Sociétés de distribution initiale en salles : 
  - Italie : Titanus Film
  - États-Unis : United Film Distribution Company
  - France : Éditions René Chateau
- Dates de sortie :
  - Italie : 2 septembre 1978
  - États-Unis : 2 septembre 1979
  - France : 11 mai 1983
- Classification : interdit aux moins de 18 ans lors de sa sortie en France[1], réévalué en interdit aux moins de 16 ans depuis 1991.

## Distribution
- David Emge (VF : Francis Lax) : Stephen
- Ken Foree (VF : Gérard Dessalles) : Peter
- Scott H. Reiniger (VF : Michel Paulin) : Roger
- Gaylen Ross (VF : Francine Lainé) : Francine
- David Crawford (VF : Jacques Thébault) : le docteur Foster
- David Early : Mr Berman
- Richard France (VF : Michel Gudin) : le docteur Milliard Rausch
- Howard Smith (VF : Serge Lhorca) : le commentateur TV
- Daniel Dietrich : Givens
- Fred Baker : le commandant des forces de police
- James A. Baffico (VF : Jacques Ferrière) : Wooley, le flic raciste
- Rod Stouffer (VF : Éric Legrand) : Roy Tucker, un jeune officier sur un toit
- Jesse Del Gre : le vieux prêtre
- Clayton McKinnon : un officier dans l'appartement du projet
- John Rice : un officier dans l'appartement du projet
- Ted Bank : un officier au central de la police
- Patrick McCloskey : un officier au central de la police
- Randy Kovitz : un officier au central de la police
- Joseph Pilato : un officier au central de la police
- Pasquale Buba : un braqueur à moto
- Tom Savini : le motard à la machette
- Taso N Stavrakis : le motard au marteau
- John Amplas : un voyou

## Élaboration et sources

### Du scénario à la production
L'idée d'une suite à La Nuit des morts-vivants titillait Romero depuis la sortie du film. C'est en travaillant sur Jack's Wife qu'il a l'idée du point de départ de Zombie, à savoir la multiplication des morts-vivants, et le centre commercial servant de refuge à un petit groupe de survivants. Il se lance dans d'autres projets, La Nuit des fous vivants et Martin, espérant pouvoir réunir la somme nécessaire pour produire son nouveau film de zombies. Déterminé à rester indépendant, il s'associe avec le producteur Richard P. Rubinstein au sein de la société Laurel Production. C'est grâce à une collaboration avec Dario Argento que Romero peut lancer le projet, pour un budget d'un million et demi de dollars.

### Le tournage
Le tournage se déroule principalement au centre commercial Monroeville Mall, dans la banlieue de Pittsburgh, de novembre 1977 à février 1978.

### Création des maquillages et des effets spéciaux
Tom Savini, proche du réalisateur, n'avait pu participer au tournage de La Nuit des morts-vivants car il était au Vietnam comme reporter de guerre. C'est à lui qu'est confiée la réalisation des maquillages et effets spéciaux de Zombie.
Ce recours à un spécialiste permet un rendu des effets plus réalistes que dans La Nuit des morts-vivants, où le noir et blanc dissimulait l'amateurisme des procédés. Selon certains critiques cependant, le maquillage, notamment le rouge orangé criard du sang et le bleu pâle des cadavres, créerait une distanciation en rappelant les couleurs du centre commercial. Les effets spéciaux donneraient une dimension « cartoonesque » au film. La volonté de dérision de Romero est avérée, mais selon Tom Savini, tel n'était pas l'objectif des effets spéciaux. Lors du tournage, le sang, des litres de liquide achetés à la société 3M, était réaliste, rouge, et la peau des zombies grise. Mais l'équipe n'avait pas testé le rendu sur la pellicule. C'est une fois celle-ci développée que Savini s'est rendu compte de l'effet criard et irréaliste, non voulu.
Sur le tournage, Savini innove en matière d'effets spéciaux gore. Pour lui donner plus de violence, il fait par exemple filmer à l'envers la scène où une machette s'enfonce dans la tête d'un mort-vivant, ce qui donne bien plus d'impact à un trucage classique - la lame de l'arme suit le contour du crâne.

### Montage et musique: plusieurs films
Le contrat de coproduction entre Romero et Argento prévoit que les droits du film reviennent à Laurel Production pour les pays anglophones et l'ensemble du continent américain, à la société d'Argento partout ailleurs. Cela inclut le director's cut et la musique.
C'est pourquoi il existe trois versions du film : le montage original, préalable à la diffusion, le plus long, à la bande-son provenant de banques de son, effectué par le réalisateur pour une projection test, couramment appelé « Director's cut » ; un deuxième montage américain raccourci sur la demande des distributeurs, effectué lui aussi par Romero (qu'il considère comme la version définitive) ; et le montage européen, effectué par Dario Argento. L'ambiance de chacun de ces montages est véritablement très différente. En particulier, la version européenne s'avère plus violente (effet renforcé par la musique de Goblin), la version américaine plus décalée, voire humoristique (comme souvent chez Romero).
La musique est également différente, celle de la version européenne étant l'œuvre du groupe Goblin.

## Accueil critique
En France, La Nuit des morts-vivants avait reçu un accueil dans l'ensemble positif, mais qui refusait le plus souvent d'envisager les aspects politiques de l'œuvre, mettant en avant la rupture qu'elle provoquait dans l'histoire du genre fantastique.
En 1983, le contexte dans lequel Zombie sort en France est très différent. Romero n'est plus un inconnu et bénéficie d'un certain prestige. L'horreur et le gore ont investi les salles de cinéma et les vidéos. Cela n'empêche pas la Commission de contrôle des films cinématographiques d'interdire le long-métrage pendant près de 5 ans. Son président justifiera la censure au nom d'une interprétation politique de Zombie. Les membres de la commission auraient vu dans l'assaut des bikers et leur jubilation à massacrer des morts-vivants « une philosophie effrayante, avec une humanité et une sous-humanité ». « Cette joie de tuer son semblable, de tuer les sous-hommes » formerait les « racines de l'idéologie nazie » dont il fallait protéger la jeunesse. C'est donc bien une analyse politique, même si elle repose sur un contresens, qui a provoqué la censure.
Le rejet critique est quasi unanime. On juge Zombie tantôt ridicule, tantôt écœurant, et, à quelques rares exceptions, la valeur pamphlétaire et politique échappe totalement. Les revues spécialisées, comme Mad Movies, L'Écran fantastique et surtout Starfix défendent le réalisateur. La revue dirigée par Christophe Gans sort de 1983 à 1986 trois articles sur Romero et une interview du réalisateur, visant à présenter celui-ci comme un auteur à part entière, dont l'œuvre est traversée par des préoccupations politiques et sociales.
C'est dans les années 2000 que le film, et d'une façon générale toute l'œuvre du réalisateur, sont réhabilités. Une rétrospective à la Cinémathèque française en donne l'occasion, suivie d'un dossier dans Les Cahiers du cinéma.

## Analyse
Le film peut être compris comme une contestation anticapitaliste, critique de l'aspect politique et économique de la société de consommation. Le zombie dirigé par sa faim inassouvie, est une incarnation de l'homo œconomicus, qui fait de la possession sa seule raison de vie. Son caractère anthropophage, ses pulsions de consommation sans limite, rappellent certaines dynamiques de la société consumériste. On peut également interpréter les zombies comme une meute violente, qui incarne aussi les minorités sociales et raciales perçues comme dangereuses, les immigrés, les pauvres, des sujets donc potentiellement révolutionnaires. Les morts vivants sont une parfaite image de l'aliénation.
Il est également symbolique que l'action du film se déroule dans un grand centre commercial. Dans les années soixante-dix aux États-Unis l’époque du consumérisme est à son apogée. Comme c'est mentionné dans le film les zombies cherchent à regagner le centre commercial, car c'est une sorte d'instinct qui leur rappelle leur ancienne activité favorite, le shopping. Le comportement des humains qui s’adonnent à la consommation sans être obligés de payer est également significatif. En profitant de décor de mall Romero dresse un parallèle entre les zombies et les mannequins, mais aussi entre les mannequins et les survivants qui sont eux aussi les victimes zombifiés de la consommation uniforme, privé de la personnalité. La figure de zombie issue de la mythologie haïtienne représente une image d'esclavage. Le zombie occidental est un esclave aussi, mais il n'a plus besoin du maître, et le maître n'existe plus, le besoin de consommer est intériorisé.
Face à la foule uniforme et violente les survivants sont peu nombreux et luttent contre la masse inconsciente contaminée, alors que l’état et les forces de l'ordre ont échoué. Le nombre des zombies ne cesse de s’accroître, les survivants au contraire succombent à la maladie en se transformant en quasi objets consommants et consommés. Les humains sont prisonniers, enfermés dans le temple de la consommation au cœur du monde hostile et sauvage. Le zombie devient le maître de l'espace en obligeant l'humain à fuir loin de la civilisation. On ne sait pas où la terre de salut se trouve, mais certainement en dehors de l'espace urbain. Le film révèle une certaine phobie de la ville qui est le résultat et le moteur de la propagation du capitalisme postindustriel. L’espace urbain connotant la civilisation et le progrès est dévasté et angoissant. En nous laissant l’espoir de trouver un refuge loin de la culture moderne de la société postindustrielle, le réalisateur fait quand même en sorte que la perte de l'humanité soit causée par les survivants eux-mêmes qui n'arrivent pas à régler leurs conflits internes, comme le partage du pouvoir ou la stratégie de survie.
L’apocalypse zombie montrée dans le film est une prophétie métaphorique qui nous dessine la crise de la société postindustrielle, société nécrotique qui se dévore elle-même.

## Autour du film
- 29 ans après la sortie française de Zombie, l'acteur Gérard Dessalles, qui prête sa voix à Ken Foree dans la version française du film, retrouve l'univers imaginaire des morts-vivants dans le court-métrage Entretien avec un Zombie (2012), réalisé par Olivier Chateau. Il y incarne un « dresseur de zombies »[14].

## Distinctions
- Nomination au prix des meilleurs maquillages pour Tom Savini, par l'Académie des films de science-fiction, fantastique et horreur en 1980.
- Golden Screen lors des Golden Screen en 1980.

#### Livres
- Frank Lafond (dir.), George A. Romero : un cinéma crépusculaire, Paris, Michel Houdiard, 2008, 230 p. (ISBN 978-2-912673-93-0 et 2-912673-93-3).
- Philippe Rouyer, Le cinéma gore : une esthétique du sang, Paris, Éditions du cerf, 1997, 10627e éd., 264 p. (ISBN 2-204-05787-8, présentation en ligne)
- Julien Sévéon, « , GEORGE A. ROMERO - REVOLUTIONS, ZOMBIES ET CHEVALERIE », sur ESC Editions (consulté le 18 février 2024)

- Jean-Baptiste Thoret (dir.), Politique des Zombies : L'Amérique selon George A. Romero, Paris, ellipses, coll. « les grands mythes du cinéma », 2007, 224 p. (ISBN 978-2-7298-3252-0, présentation en ligne).

#### Articles et périodiques
- Vincent Avenel, « La Saga des morts-vivants de George A. Romero »(Archive.org • Wikiwix • Archive.is • Google • Que faire ?), sur critikat.com, juillet 2006 (consulté le 18 septembre 2010)
- Jean-Marie Samocki, « Du cannibale : un précis de décomposition », Simulacres, no 1,‎ automne 1999, p. 34-45.
- Reynold Humphries, « Zombie (1979) », dans Frank Lafond (dir.), George A. Romero : un cinéma crépusculaire, Paris, Michel Houdiard, 2008, 230 p. (ISBN 2912673933), p. 83-93.
- Sébastien Le Pajolec, « Zombies : de la marge au centre. La réception française des films de George Romero : L'Amérique selon George A. Romero », dans Jean-Baptiste Thoret (dir.), Politique des Zombies, Paris, ellipses, coll. « les grands mythes du cinéma », 2007, 224 p. (ISBN 978-2-7298-3252-0, présentation en ligne), p. 155-181.